# Universidade de Uppsala
A Universidade de Uppsala (UU; em sueco: Uppsala universitet,  ouça a pronúncia; em inglês:  Uppsala University) ou Universidade de Upsália  é uma universidade pública localizada na cidade de Uppsala, na Suécia. É a mais antiga universidade na Escandinávia, fundada em 1477.

Destaca-se nas áreas da investigação e ensino superior. Oito dos seus professores e investigadores foram galardoados com o Prémio Nobel e no total quinze pessoas, que de alguma forma estão relacionadas com a universidade, também receberam o prémio.

### Estudantes, professores e funcionários
Tinha 52 917 estudantes, dos quais 2 466 doutorandos, e contava com 1 834 professores e 7 622 funcionários (2023).                                         

### História
Fundada por iniciativa do arcebispo de Uppsala Jakob Ulfsson e do regente sueco Sten Sture, com uma bula do Papa Sisto IV em 1477, inicialmente o ensino consistia em filosofia, direito e teologia.
 
Após o turbulento período que sucedeu à reforma, com fases de extinção virtual, a universidade tomou novos ares a partir do final do século XVI, com o surgimento da Suécia como potência regional e estado luterano, tendo alcançado mais tarde relativa estabilidade financeira, graças a um grande donativo feito pelo Rei Gustavo Adolfo II no século XVII.
 
No século XVIII a Universidade de Uppsala ganhou destaque com seus cientistas: matemático e físico Samuel Klingenstierna (1698-1765) nomeado professor em 1728, o físico e astrónomo Anders Celsius em 1729, e Carlos Lineu que foi professor de medicina e botânica a partir de 1741.
  
Durante a segunda metade do século XIX, ocorreram grandes investimentos nas ciências naturais. Um observatório astronômico, um laboratório químico e físico foram estabelecido e ampliaram o Hospital Acadêmico foi ampliado. Svedberg recebeu o Prêmio Nobel de 1926 por sua pesquisa molecular em uma ultracentrífuga, o qual se tornou o Acelerador de Partículas no Laboratório Svedberg da Universidade.
 
Durante a segunda metade do século XX, grandes esforços políticos foram feitos para ampliar o recrutamento para a academia. A universidade e o número de estudantes cresceram consideravelmente. Novos edifícios universitários e unidades de alojamento estudantil foram construídos por toda a cidade. Entretanto, com a abertura de novas universidades pelo país, também caiu a procura por essa instituição. 

No verão de 2013, a antiga Escola Superior da Gotlândia (Högskolan på Gotland) foi incorporada na Universidade de Uppsala como Campus Gotland da Universidade de Uppsala (Uppsala universitet - Campus Gotland).

### Organização
A universidade tem nove faculdades distribuídas em três grandes áreas. Recebeu, em 2007, cerca de 41 000 estudantes, entre eles 2 400 candidatos a doutorado. Dos seus 6 000 empregados, 3 800 são professores.

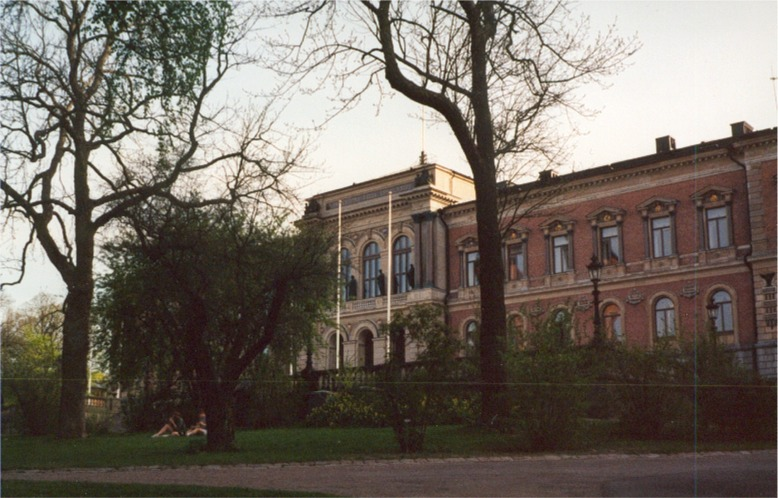
Universidade de Uppsala

Mantém alianças com a European University Association, pertencendo também ao Grupo Coimbra de universidades europeias. Possui intercâmbio com cerca de 50 universidades na Europa, Canadá e Estados Unidos.
O Campus Universitário consiste em diversos edifícios, muitos dos quais históricos, dispersos por toda a cidade de Uppsala.

### Biblioteca
A Biblioteca da Universidade de Uppsala é a maior e mais antiga biblioteca universitária da Suécia.
Foi fundada em 1620.                                                      
Está instalada desde 1841 no edifício Carolina Rediviva.

Tem mais de 2 milhões de volumes e 30 000 manuscritos, entre os quais, o manuscrito gótico da Bíblia Codex Argenteus, o Codex Upsaliensis, contendo o texto da Edda em prosa, e a Carta marina, o primeiro mapa conhecido das terras nórdicas e bálticas.

### Posição
A Universidade de Uppsala é geralmente classificado como uma das principais da Suécia, e estando em posição de destaque na Europa e no mundo. Na edição de 2019 do Ranking de Xangai (Academic Ranking of World Universities), ficou classificado em 62º lugar, sendo a segunda melhor universidade sueca nesse ranking. Os seus investigadores e alunos publicam cerca de 5 000 artigos e livros científicos por ano.
| Ranking (year)                                | Classificação mundial | Classificação europeia | Classificação sueca |
| --------------------------------------------- | --------------------- | ---------------------- | ------------------- |
| Academic Ranking of World Universities (2015) | # 61                  | # 23                   | # 2                 |
| THES - QS World University Rankings (2017)    | # 86                  | # 22                   | # 2                 |
| Web Ranking of European Universities (2009)   | # 80                  | # 14                   | # 1                 |
| Top Study Links University Rankings (2010)    | # 107                 | # 21                   | # 2                 |

### Prêmio Nobel
Como parte do tradicional protocolo Prêmio Nobel, seus laureados de cada ano dão uma palestra na universidade.
- Svante Arrhenius (1859-1927), Prêmio Nobel de Química 1903
- Allvar Gullstrand (1862-1930), Prêmio Nobel de Fisiologia ou Medicina 1911
- Robert Bárány (1876-1936), Prêmio Nobel de Fisiologia ou Medicina 1914
- Theodor Svedberg (1884-1971), Prêmio Nobel de Química 1926
- Manne Siegbahn (1886-1978), Prêmio Nobel de Física 1924
- Arne Tiselius (1902-1971), Prêmio Nobel de Química em 1948.
- Hannes Alfvén (1908-1995), Prêmio Nobel de Física 1970
- Kai Siegbahn (1918-2007), Prêmio Nobel de Física de 1981.
- Erik Axel Karlfeldt (1864-1931), Prêmio Nobel de literatura 1931 (póstumo)
- Pär Lagerkvist (1891-1974), Prêmio Nobel de literatura 1951.
- Hjalmar Branting (1860-1925), Prêmio Nobel da Paz em 1921.
- Nathan Söderblom (1866-1931), Prêmio Nobel da Paz em 1931
- Alva Myrdal (1902-1986), prêmio Nobel da Paz em 1982
- Hugo Theorell (1903-1982), Prêmio Nobel de Fisiologia ou Medicina em 1955. (Trabalhou na Universidade de Uppsala 1932-33 e 1935-36).
- Dag Hammarskjöld (1905-1961), Prêmio Nobel da Paz em 1961 (a título póstumo).
- Dan Shechtman (1941-), Prêmio Nobel de Química em 2011.

### Pessoas ligadas à Universidade de Uppsala

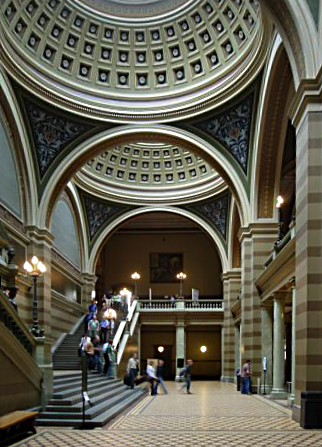
Universidade de Uppsala

#### Realeza
- Rei Carlos X da Suécia, matriculou-1638.
- Rei Carlos XV da Suécia, estudante, em Uppsala, 1843 e 1845.
- Rei Oscar II da Suécia.
- Rei Gustavo V da Suécia.
- Rei Gustavo VI Adolfo da Suécia, também conhecido como um arqueólogo e conhecedor da arte da Ásia Oriental.
- Rei Carlos XVI Gustavo da Suécia.
- Vitória, Princesa Herdeira da Suécia, Duquesa de Västergötland.

#### Religiosos
- Emanuel Swedenborg (1688-1772), cientista, filósofo e místico religioso.
- Lars Levi Laestadius (1800–1861) clérigo e botânico, fundador do movimento laestadiano.
- Nathan Söderblom (1866–1931) professor de religião comparativa, mais tarde arcebispo de Uppsala e prêmio Nobel da Paz em 1931.

#### Empresários
- Niklas Zennström, fundador do KaZaA e Skype

#### Brasileiros
- José Bonifácio de Andrada e Silva - patriarca da independência, mineralogista.
- Curt Nimuendaju - antropólogo, sertanista.
- Alberto Löfgren - botanista.